# Acura Grand Prix van Long Beach 2021
De Acura Grand Prix van Long Beach 2021 was een motorrace die op 26 september 2021 werd gehouden op de Straten van Long Beach. Het was de 16e en laatste race van de IndyCar Series 2021 en bepaalde de IndyCar-coureurskampioen van 2021.
Andretti Autosport's Colton Herta kwam na 85 ronden als overwinnaar uit de bus en claimde zijn derde overwinning van het seizoen. Josef Newgarden van Team Penske eindigde als tweede, waarmee hij Patricio O'Ward voorbleef in het coureurskampioenschap. Chip Ganassi Racing-coureur Scott Dixon completeerde de podiumplaatsen met een derde plaats, voor teamgenoot Álex Palou als vierde, die daarmee de titel in het coureurskampioenschap won.
Vanaf de IndyCar Series 2022 was dit de laatste race waarin Max Chilton uitkwam. Hij heeft sinds deze race niet meer in IndyCar geracet en Carlin Motorsport, het team waarvoor hij reed, ook niet. Dit was ook de laatste race voor zesvoudig racewinnaar James Hinchcliffe. Hij is nu commentator bij NBC Sports voor IndyCar.

## Achtergrond
De race zou oorspronkelijk plaatsvinden op 18 april 2021 als derde ronde van het kampioenschap, nadat de race van 2020 was afgelast vanwege een stay-at-home order als gevolg van de COVID-19 pandemie in Californië. Op 17 december 2020 werd de race verplaatst naar 26 september 2021. De race werd gehouden op de Straten van Long Beach in Long Beach, Californië, een week na de Firestone Grand Prix van Monterey op Laguna Seca. Het evenement was de laatste race van de IndyCar Series 2021 en markeerde de 46e jaarlijkse race en terugkeer in de serie, na de afwezigheid in het seizoen 2020 als gevolg van de COVID-19 pandemie.
Alexander Rossi was de vorige winnaar, nadat hij de race van 2019 had gewonnen.

### Kampioenschapsstand vóór de race
Kampioenschapsleider Álex Palou had zijn voorsprong op Patricio O'Ward uitgebreid tot 35 punten, dankzij een tweede plaats in de Firestone Grand Prix van Monterey. O'Ward bleef tweede in het coureursklassement, nadat hij bij de vorige race als vijfde was geëindigd. Josef Newgarden stond derde, nadat hij zevende was geworden in Laguna Seca. De als vierde geplaatste Scott Dixon zag zijn achterstand op puntenleider Palou oplopen tot 72 punten, waardoor zijn hoop om zijn titel van 2020 te verdedigen definitief vervliegt.
Het trio Palou, O'Ward en Newgarden ging de race in met een mogelijkheid om het kampioenschap te winnen.
Palou zou winnen als:
- Hij 12e of beter eindigt.
- Hij 13e of beter eindigt en een ronde leidt.

O'Ward zou winnen als:
- Hij de race wint en Palou als 25e of lager eindigt.
- Hij won de race en leidde de meeste ronden, terwijl Palou geen ronde leidde en 13e of lager eindigde.
- Hij werd tweede, leidde een ronde, en Palou eindigde als 25e of lager.

Newgarden zou het kampioenschap winnen als hij won en de meeste ronden leidde in de race, met Palou als 25e of lager en met O'Ward als tweede of lager en met Palou en O'Ward geen ronde aan de leiding in de race.
Honda had in de Firestone Grand Prix van Monterey hun vierde opeenvolgende constructeurstitel gewonnen van Chevrolet.

## Inschrijvingen
Er deden 28 coureurs mee aan de race, waarbij Charlie Kimball na zijn optredens in de GMR Grand Prix en de Indianapolis 500 terugkeerde in de nr. 11 van A. J. Foyt Enterprises.
W = eerdere winnaar
R = rookie
| No.   | Coureur             | Team                                    | Motor     |
| ----- | ------------------- | --------------------------------------- | --------- |
| 2     | Josef Newgarden     | Team Penske                             | Chevrolet |
| 3     | Scott McLaughlin R  | Team Penske                             | Chevrolet |
| 4     | Dalton Kellett      | A. J. Foyt Enterprises                  | Chevrolet |
| 5     | Patricio O'Ward     | Arrow McLaren SP                        | Chevrolet |
| 06    | Hélio Castroneves   | Meyer Shank Racing                      | Honda     |
| 7     | Felix Rosenqvist    | Arrow McLaren SP                        | Chevrolet |
| 8     | Marcus Ericsson     | Chip Ganassi Racing                     | Honda     |
| 9     | Scott Dixon W       | Chip Ganassi Racing                     | Honda     |
| 10    | Álex Palou          | Chip Ganassi Racing                     | Honda     |
| 11    | Charlie Kimball     | A. J. Foyt Enterprises                  | Chevrolet |
| 12    | Will Power W        | Team Penske                             | Chevrolet |
| 14    | Sébastien Bourdais  | A. J. Foyt Enterprises                  | Chevrolet |
| 15    | Graham Rahal        | Rahal Letterman Lanigan Racing          | Honda     |
| 18    | Ed Jones            | Dale Coyne Racing with Vasser-Sullivan  | Honda     |
| 20    | Conor Daly          | Ed Carpenter Racing                     | Chevrolet |
| 21    | Rinus Veekay        | Ed Carpenter Racing                     | Chevrolet |
| 22    | Simon Pagenaud W    | Team Penske                             | Chevrolet |
| 26    | Colton Herta        | Andretti Autosport with Curb-Agajanian  | Honda     |
| 27    | Alexander Rossi W   | Andretti Autosport                      | Honda     |
| 28    | Ryan Hunter-Reay W  | Andretti Autosport                      | Honda     |
| 29    | James Hinchcliffe W | Andretti Steinbrenner Autosport         | Honda     |
| 30    | Takuma Sato W       | Rahal Letterman Lanigan Racing          | Honda     |
| 45    | Oliver Askew        | Rahal Letterman Lanigan Racing          | Honda     |
| 48    | Jimmie Johnson R    | Chip Ganassi Racing                     | Honda     |
| 51    | Romain Grosjean R   | Dale Coyne Racing with Rick Ware Racing | Honda     |
| 59    | Max Chilton         | Carlin                                  | Chevrolet |
| 60    | Jack Harvey         | Meyer Shank Racing                      | Honda     |
| 77    | Callum Ilott R      | Juncos Hollinger Racing                 | Chevrolet |
| Bron: |                     |                                         |           |

## Classificatie

### Trainingen

#### Training 1
Training 1 vond plaats om 18:00 ET op 24 september 2021. Kampioenschapskandidaten Patricio O'Ward en Josef Newgarden hadden het moeilijk in de training, want Newgarden spinde vroeg in de sessie (zonder schade op te lopen) en eindigde als negende, terwijl O'Ward slechts 16e werd. Colton Herta eindigde als snelste met een tijd van 01:09.2680. 2016-winnaar Simon Pagenaud reed de tweede tijd, voor kampioenschapsleider Álex Palou als derde.
| Pos.  | No. | Coureur          | Team                                   | Motor     | Tijd       |
| ----- | --- | ---------------- | -------------------------------------- | --------- | ---------- |
| 1     | 26  | Colton Herta     | Andretti Autosport with Curb-Agajanian | Honda     | 01:09.2680 |
| 2     | 22  | Simon Pagenaud W | Team Penske                            | Chevrolet | 01:09.4334 |
| 3     | 10  | Álex Palou       | Chip Ganassi Racing                    | Honda     | 01:09.4554 |
| Bron: |     |                  |                                        |           |            |

#### Training 2
Training 2 vond plaats om 12:00 ET op 25 september 2021. Colton Herta, die de eerste training aanvoerde, was opnieuw de snelste met een tijd van 01:07.9783, ondanks dat hij vroeg in de sessie de muur raakte. Will Power werd tweede, voor James Hinchcliffe, die de race in 2017 won, als derde.
| Pos.  | No. | Coureur             | Team                                   | Motor     | Tijd       |
| ----- | --- | ------------------- | -------------------------------------- | --------- | ---------- |
| 1     | 26  | Colton Herta        | Andretti Autosport with Curb-Agajanian | Honda     | 01:07.9783 |
| 2     | 2   | Josef Newgarden     | Team Penske                            | Chevrolet | 01:08.1277 |
| 3     | 29  | James Hinchcliffe W | Andretti Steinbrenner Autosport        | Honda     | 01:08.2250 |
| Bron: |     |                     |                                        |           |            |

### Kwalificatie
De kwalificatie vond plaats om 15:00 ET op 25 september 2021.
De eerste groep in Ronde 1 zag hun sessie eindigen onder een rode vlag, omdat Jack Harvey in zijn laatste race voor Meyer Shank Racing in bocht 8 in de bandenbarrières crashte. Will Power maakte contact met de stilstaande Harvey en beschadigde zijn achtervleugel en rechterachterwielen. Desondanks ging Power door naar de volgende ronde. In de tweede groep ging Colton Herta, die in beide pre-kwalificatie trainingen de snelste was, niet door naar de volgende ronde, omdat hij aanvankelijk probeerde een tijd neer te zetten met de primaire Firestone banden, waardoor hij niet genoeg tijd had om een top 6 ronde neer te zetten met de alternatieve banden.
Aan het einde van de Firestone Fast 12 stopte Will Power in bocht 10 nadat hij de muur had geraakt, wat een gele vlag veroorzaakte. Hierdoor moesten kampioenschapskandidaten Álex Palou en Patricio O'Ward, samen met andere coureurs, hun snelle ronde afbreken, waardoor ze geen kans meer maakten op de pole. O'Ward en Palou startten respectievelijk als achtste en tiende in de race. Van Ed Jones, die aanvankelijk een tijd had neergezet die hem in de Firestone Fast 6 zou hebben geplaatst, werd zijn ronde geschrapt, omdat hij tijdens de plaatselijke gele vlag niet had geremd.
In de Firestone Fast 6 pakte kampioenschapskandidaat Josef Newgarden de poleposition met een tijd van 01:08.2241, voor racewinnaar van 2015 Scott Dixon als tweede en Meyer Shank Racing's Hélio Castroneves als derde.
| Pos.  | No. | Coureur             | Team                                    | Motor     | Tijd       | Tijd       | Tijd       | Tijd       | Grid |
| Pos.  | No. | Coureur             | Team                                    | Motor     | Ronde 1    | Ronde 1    | Ronde 2    | Ronde 3    | Grid |
| Pos.  | No. | Coureur             | Team                                    | Motor     | Groep 1    | Groep 2    | Ronde 2    | Ronde 3    | Grid |
| ----- | --- | ------------------- | --------------------------------------- | --------- | ---------- | ---------- | ---------- | ---------- | ---- |
| 1     | 2   | Josef Newgarden     | Team Penske                             | Chevrolet | 01:08.5080 | N/A        | 01:08.5673 | 01:08.2241 | 1    |
| 2     | 9   | Scott Dixon W       | Chip Ganassi Racing                     | Honda     | 01:08.5705 | N/A        | 01:08.3110 | 01:08.4422 | 2    |
| 3     | 06  | Hélio Castroneves   | Meyer Shank Racing                      | Honda     | N/A        | 01:08.6995 | 01:08.5561 | 01:08.4827 | 3    |
| 4     | 22  | Simon Pagenaud W    | Team Penske                             | Chevrolet | N/A        | 01:08.6641 | 01:08.5307 | 01:08.6514 | 4    |
| 5     | 7   | Felix Rosenqvist    | Arrow McLaren SP                        | Chevrolet | N/A        | 01:08.6223 | 01:08.6294 | 01:08.7461 | 5    |
| 6     | 51  | Romain Grosjean R   | Dale Coyne Racing with Rick Ware Racing | Honda     | N/A        | 01:08.7144 | 01:08.1776 | 01:08.7577 | 6    |
| 7     | 29  | James Hinchcliffe W | Andretti Steinbrenner Autosport         | Honda     | N/A        | 01:08.8436 | 01:08.7143 | N/A        | 7    |
| 8     | 5   | Patricio O'Ward     | Arrow McLaren SP                        | Chevrolet | 01:08.7717 | N/A        | 01:08.8339 | N/A        | 8    |
| 9     | 18  | Ed Jones            | Dale Coyne Racing with Vasser-Sullivan  | Honda     | N/A        | 01:08.8772 | 01:08.8797 | N/A        | 9    |
| 10    | 10  | Álex Palou          | Chip Ganassi Racing                     | Honda     | 01:08.7114 | N/A        | 01:08.9464 | N/A        | 10   |
| 11    | 28  | Ryan Hunter-Reay W  | Andretti Autosport                      | Honda     | 01:08.8576 | N/A        | 01:09.1330 | N/A        | 11   |
| 12    | 2   | Will Power W        | Team Penske                             | Chevrolet | 01:08.8509 | N/A        | 01:09.2279 | N/A        | 12   |
| 13    | 3   | Scott McLaughlin R  | Chip Ganassi Racing                     | Honda     | 01:08.8611 | N/A        | N/A        | N/A        | 13   |
| 14    | 26  | Colton Herta        | Andretti Autosport with Curb-Agajanian  | Honda     | N/A        | 01:09.1094 | N/A        | N/A        | 14   |
| 15    | 27  | Alexander Rossi W   | Andretti Autosport                      | Honda     | 01:08.9946 | N/A        | N/A        | N/A        | 15   |
| 16    | 30  | Takuma Sato W       | Rahal Letterman Lanigan Racing          | Honda     | N/A        | 01:09.3814 | N/A        | N/A        | 16   |
| 17    | 8   | Marcus Ericsson     | Chip Ganassi Racing                     | Honda     | 01:09.1368 | N/A        | N/A        | N/A        | 17   |
| 18    | 77  | Callum Ilott R      | Juncos Hollinger Racing                 | Chevrolet | N/A        | 01:09.4360 | N/A        | N/A        | 18   |
| 19    | 15  | Graham Rahal        | Rahal Letterman Lanigan Racing          | Honda     | 01:09.3998 | N/A        | N/A        | N/A        | 19   |
| 20    | 11  | Charlie Kimball     | A. J. Foyt Enterprises                  | Chevrolet | N/A        | 01:09.6793 | N/A        | N/A        | 20   |
| 21    | 20  | Conor Daly          | Ed Carpenter Racing                     | Chevrolet | 01:09.5816 | N/A        | N/A        | N/A        | 21   |
| 22    | 14  | Sébastien Bourdais  | A. J. Foyt Enterprises                  | Chevrolet | N/A        | 01:09.7022 | N/A        | N/A        | 22   |
| 23    | 59  | Max Chilton         | Carlin                                  | Chevrolet | 01:09.7525 | N/A        | N/A        | N/A        | 22   |
| 24    | 21  | Rinus Veekay        | Ed Carpenter Racing                     | Chevrolet | N/A        | 01:09.7602 | N/A        | N/A        | 24   |
| 25    | 60  | Jack Harvey         | Meyer Shank Racing                      | Honda     | 01:10.4664 | N/A        | N/A        | N/A        | 25   |
| 26    | 4   | Dalton Kellett      | A. J. Foyt Enterprises                  | Chevrolet | N/A        | 01:09.9144 | N/A        | N/A        | 26   |
| 27    | 48  | Jimmie Johnson R    | Chip Ganassi Racing                     | Honda     | 01:10.5127 | N/A        | N/A        | N/A        | 27   |
| 28    | 45  | Oliver Askew        | Rahal Letterman Lanigan Racing          | Honda     | N/A        | 01:10.0178 | N/A        | N/A        | 28   |
| Bron: |     |                     |                                         |           |            |            |            |            |      |

- Vetgedrukte tekst geeft de snelste tijd in de sessie aan.

### Warmup
De pre-race warmup sessie vond plaats om 12:00 ET op 26 september 2021. Tien minuten in de 30 minuten durende sessie botsten Alexander Rossi en Hélio Castroneves op de fonteinensectie, waardoor Castroneves' ophanging terminale schade opliep en zijn opwarmsessie voortijdig eindigde. Rossi kon doorgaan en de sessie afmaken. Colton Herta sloot de sessie af met een tijd van 01:08.4762. Vorige racewinnaars Scott Dixon en Simon Pagenaud werden respectievelijk tweede en derde.
| Pos.  | No. | Coureur          | Team                                   | Motor     | Tijd       |
| ----- | --- | ---------------- | -------------------------------------- | --------- | ---------- |
| 1     | 26  | Colton Herta     | Andretti Autosport with Curb-Agajanian | Honda     | 01:08.4762 |
| 2     | 9   | Scott Dixon W    | Chip Ganassi Racing                    | Honda     | 01:08.6507 |
| 3     | 22  | Simon Pagenaud W | Team Penske                            | Chevrolet | 01:08.8029 |
| Bron: |     |                  |                                        |           |            |

### Race
De race begon om 15:00 ET op 26 september 2021. In de eerste ronde werd de eerste gele vlag van de dag geactiveerd, toen Ed Jones de achterkant van Patricio O'Ward's No. 5 Arrow McLaren SP auto raakte bij de hairpin in bocht 11, waardoor O'Ward in de verkeerde richting spinde. Jones kreeg een drive-through penalty voor het incident. In dezelfde ronde kreeg Ryan Hunter-Reay een lekke rechterachterband na contact met Colton Herta, waardoor Hunter-Reay een pitstop moest maken, en Sébastien Bourdais spinde en zijn auto tot stilstand bracht. De gele vlag duurde twee ronden en de race ging in ronde 4 weer van start.
In ronde 17 kwam O'Ward op het rechte stuk tot stilstand en viel uiteindelijk uit vanwege een gebroken aandrijfas als gevolg van het incident in de eerste ronde. Een tweede gele vlag werd uitgevaardigd, waardoor veel coureurs een pitstop maakten. In ronde 25 werd de race op groen gezet, met Hélio Castroneves aan de leiding. Een ronde later werd opnieuw een gele vlag afgekondigd, die vier ronden duurde, toen Marcus Ericsson in de muur crashte in bocht 1, na een duel met Alexander Rossi. In ronde 34 spinde Juncos Hollinger Racing's Callum Ilott met zijn No. 77 in een uitloopgebied. De spin van Ilott bracht Castroneves ertoe om zijn pitstop te maken, in afwachting van een gele vlag, maar in plaats daarvan werd slechts een lokaal geel afgevlagd. Daardoor nam Colton Herta de leiding over van Castroneves.
In ronde 62 raakten Oliver Askew en Conor Daly elkaar op het rechte stuk, waardoor Askew in de bandenbarrières belandde en Daly in de uitloopzone terechtkwam. Het incident veroorzaakte de vierde en laatste gele vlag van de race, die drie ronden duurde.
Colton Herta pakte de overwinning, met een halve seconde voorsprong op polesitter Josef Newgarden. Scott Dixon van Chip Ganassi Racing pakte de laatste podiumplaats, met teamgenoot Álex Palou als vierde achter hem, waarmee hij zijn eerste kampioenschap binnenhaalde.
| Pos.                                                                      | No. | Coureur             | Team                                    | Motor     | Rondes | Tijd         | Pit stops | Grid | Geleide ronden | Pts. |
| ------------------------------------------------------------------------- | --- | ------------------- | --------------------------------------- | --------- | ------ | ------------ | --------- | ---- | -------------- | ---- |
| 1                                                                         | 26  | Colton Herta        | Andretti Autosport with Curb-Agajanian  | Honda     | 85     | 1:49:10.3764 | 2         | 14   | 43             | 53   |
| 2                                                                         | 2   | Josef Newgarden     | Team Penske                             | Chevrolet | 85     | +0.5883      | 2         | 1    | 18             | 42   |
| 3                                                                         | 9   | Scott Dixon W       | Chip Ganassi Racing                     | Honda     | 85     | +1.0752      | 2         | 2    | 1              | 36   |
| 4                                                                         | 10  | Álex Palou          | Chip Ganassi Racing                     | Honda     | 85     | +2.4120      | 2         | 10   |                | 32   |
| 5                                                                         | 22  | Simon Pagenaud W    | Team Penske                             | Chevrolet | 85     | +3.1237      | 2         | 4    |                | 30   |
| 6                                                                         | 27  | Alexander Rossi W   | Andretti Autosport                      | Honda     | 85     | +4.6739      | 2         | 15   |                | 28   |
| 7                                                                         | 15  | Jack Harvey         | Meyer Shank Racing                      | Honda     | 85     | +6.3467      | 2         | 25   | 1              | 27   |
| 8                                                                         | 14  | Sébastien Bourdais  | A. J. Foyt Enterprises                  | Chevrolet | 85     | +8.0275      | 2         | 22   |                | 24   |
| 9                                                                         | 30  | Takuma Sato W       | Rahal Letterman Lanigan Racing          | Honda     | 85     | +10.5939     | 2         | 16   |                | 22   |
| 10                                                                        | 12  | Will Power W        | Team Penske                             | Chevrolet | 85     | +11.4297     | 2         | 12   |                | 20   |
| 11                                                                        | 3   | Scott McLaughlin R  | Team Penske                             | Chevrolet | 85     | +12.3327     | 2         | 13   |                | 19   |
| 12                                                                        | 18  | Ed Jones            | Dale Coyne Racing with Vasser-Sullivan  | Honda     | 85     | +26.9660     | 3         | 9    |                | 18   |
| 13                                                                        | 7   | Felix Rosenqvist    | Arrow McLaren SP                        | Chevrolet | 85     | +27.4167     | 2         | 5    |                | 17   |
| 14                                                                        | 29  | James Hinchcliffe W | Andretti Steinbrenner Autosport         | Honda     | 85     | +27.9725     | 2         | 7    |                | 16   |
| 15                                                                        | 59  | Max Chilton         | Carlin                                  | Chevrolet | 85     | +30.0358     | 2         | 23   |                | 15   |
| 16                                                                        | 15  | Graham Rahal        | Rahal Letterman Lanigan Racing          | Honda     | 85     | +30.3482     | 3         | 19   | 4              | 15   |
| 17                                                                        | 48  | Jimmie Johnson R    | Chip Ganassi Racing                     | Honda     | 85     | +31.1603     | 3         | 27   |                | 13   |
| 18                                                                        | 11  | Charlie Kimball     | A. J. Foyt Enterprises                  | Chevrolet | 85     | +32.1546     | 2         | 20   |                | 12   |
| 19                                                                        | 4   | Dalton Kellett      | A. J. Foyt Enterprises                  | Chevrolet | 85     | +32.1585     | 2         | 26   |                | 11   |
| 20                                                                        | 06  | Hélio Castroneves   | Meyer Shank Racing                      | Honda     | 85     | +32.6206     | 2         | 3    | 15             | 11   |
| 21                                                                        | 20  | Conor Daly          | Ed Carpenter Racing                     | Chevrolet | 84     | +1 ronde     | 3         | 21   |                | 9    |
| 22                                                                        | 45  | Oliver Askew        | Ed Carpenter Racing                     | Chevrolet | 83     | +2 rondes    | 5         | 28   | 3              | 9    |
| 23                                                                        | 28  | Ryan Hunter-Reay W  | Andretti Autosport                      | Honda     | 83     | +2 rondes    | 4         | 11   |                | 7    |
| 24                                                                        | 51  | Romain Grosjean R   | Dale Coyne Racing with Rick Ware Racing | Honda     | 75     | Contact      | 3         | 6    |                | 6    |
| 25                                                                        | 21  | Rinus Veekay        | Ed Carpenter Racing                     | Chevrolet | 48     | Mechanisch   | 2         | 24   |                | 5    |
| 26                                                                        | 77  | Callum Ilott R      | Juncos Hollinger Racing                 | Chevrolet | 47     | Mechanisch   | 1         | 18   |                | 5    |
| 27                                                                        | 5   | Patricio O'Ward     | Arrow McLaren SP                        | Chevrolet | 43     | Contact      | 2         | 8    |                | 5    |
| 28                                                                        | 8   | Marcus Ericsson     | Chip Ganassi Racing                     | Honda     | 25     | Contact      | 1         | 17   |                | 5    |
| Snelste ronde: Patricio O'Ward (Arrow McLaren SP) – 01:09.1407 (ronde 22) |     |                     |                                         |           |        |              |           |      |                |      |
| Bron:                                                                     |     |                     |                                         |           |        |              |           |      |                |      |

## Tussenstanden kampioenschap
| Pos. | Coureur         | Punten |
| ---- | --------------- | ------ |
| 1.   | Álex Palou      | 549    |
| 2.   | Josef Newgarden | 511    |
| 3.   | Patricio O'Ward | 487    |
| 4.   | Scott Dixon     | 481    |
| 5.   | Colton Herta    | 455    |

| Pos. | Team      | Punten |
| 1.   | Honda     | 1401   |
| 2.   | Chevrolet | 1238   |